# Dunai Tamás
Dunai Tamás (Mohács, 1949. július 10. – Budapest, 2023. február 22.) Jászai Mari-díjas magyar színész, érdemes és kiváló művész, a Halhatatlanok Társulatának örökös tagja.

## Életpályája
1973-ban Szegeden magyar–francia szakon végzett a JATE Bölcsészettudományi Karán. 1967-től a szegedi Egyetemi Színpadon játszott. 1976-ban szerzett diplomát a Színház- és Filmművészeti Főiskolán. 1976–1992 között a budapesti Madách Színház tagja volt. 1992-től szabadúszó, Budapesten és máshol is több színházban fellép, az ország számos pontján láthatóak előadóestjei. 2004-ben rendezőként is bemutatkozott az Ez nem ugyanAz című musicalesttel. 2006–2009 között a Madách Musical Műhely osztályvezető tanára volt. 1997–2001 között a Színház- és Filmművészeti Egyetem musical osztályában zenés mesterséget tanított.
Utolsó éveiben rendszeresen szerepelt a kecskeméti Katona József Színházban.
A Budapest Dixieland Band és a Budapest Klezmer Band állandó vendége volt. Klarinéton és szaxofonon is játszott, a Színészzenekar tagja volt.
2023. február 22-én tüdőembólia következtében hunyt el otthonában.
A nyilvánosság kizárásával helyezték örök nyugalomra a Pesterzsébeti temetőben.

### Családja
Nős, egy leány (Eszter) és két fiú édesapja (Márton, Mihály). Budapest XIII. kerületében éltek hosszú évekig.

## Színházi szerepei

### Madách Színház
- Szomory Dezső: Incidens az Ingeborg-hangversenyen (Révész) – Madách Kamara
- Karinthy Ferenc: Hetvenes évek (Joe) – Madách Színház
- Hubay – Vas – Ránki: Egy szerelem három éjszakája (Menyhért) – Madách Kamara
- Sütő András: Csillag a máglyán (Antal) – Madách Színház
- Gogol: Holt lelkek (Postamester) – Madách Színház
- William Shakespeare: Lóvá tett lovagok (Lüke rendőr) – Madách Színház
- William Shakespeare: Tévedések vígjátéka (Csipkedi kuruzsló (Madách Színház, Szentendrei Teátrum)
- William Shakespeare: Hamlet (Marcellus) – Madách Színház
- Brecht – Weill: Mahagonny tündöklése és bukása (Krajcáros Bill) – Madách Színház
- Molière: Tartuffe (Rendőrhadnagy) – Madách Színház
- Gyárfás Miklós: Utójáték Euripidészhez (Az utód) – Madách Kamara
- Molnár Ferenc: A doktor úr (Csató fogalmazó) – Madách Színház
- Szabó Magda: A meráni fiú (Kepe) – Madách Színház
- William Shakespeare: Sok hűhó semmiért (Don Pedro) – Madách Színház
- Brian Clark: Mégis, kinek az élete? (Peter Kershaw) – Madách Színház
- Madách Imre: Az ember tragédiája (Ádám, Lucifer) – Madách Színház
- Szép Ernő: Patika (Borgida) – Madách Színház
- Arthur Miller: Közjáték Vichyben (Leduc) – Ódry Színpad
- Szabó Magda: A csata (Teuton atya) – Madách Színház
- Mikszáth Kálmán: A Noszty fiú este Tóth Marival (Malinka) – Madách Színház
- Háy Gyula: Isten, császár, paraszt (Chlum Jan) – Madách Színház
- Szabó Magda: Béla király (Teuton atya) – Madách Színház
- Koltai János: Albert Schweitzer (Schopenhauer) – Madách Színház
- Gorkij: Kispolgárok (Pjotr) – Madách Kamara
- Polgár Ernő: Túl az Egyenlítőn (Polanski) – Madách Színház
- William Shakespeare: Szeget szeggel (Vincentino) – Madách Kamara
- Sütő András: Egy lócsiszár virágvasárnapja (Müller Ferenc) – Madách Színház
- Szabó Magda: Szent Bertalan nappala (Waldbott főtanácsos) – Madách Színház
- Dumas – Sartre: Kean, a színész (Walesi herceg) – Madách Színház
- Csehov: Cseresznyéskert (Lopahin) – Madách Színház
- Szomory Dezső: Takáts Alice (Markovits László) – Madách Kamara
- Tolcsvay – Müller – Bródy: Doctor Herz (Jan Herz) – Madách Színház
- Bertolt Brect: A szecsuáni jólélek (második Isten) – Madách Színház
- Moldova György: Malom a pokolban (Károlyi) – Madách Színház
- Edward Bond: Lear (Ács) – Madách Színház
- Weöres Sándor: Kétfejű fenevad – Madách Színház
- Eliot – Webber – Rice: Macskák (Tus, Gastrofar George) – Madách Színház
- Joshua Sobol: Gettó (Srulik) – Madách Színház
- Tolcsvay – Müller: Mária evangéliuma (József, János) – Madách Színház
- William Shakespeare: Lear király (Alban) – Madách Színház
- Schöntan – Kellér: A szabin nők elrablása (Bányai Márton) – Madách Kamara
- Ariel Dorfman: A halál és a lányka (Gerardo Escobar) – Madách Kamara
- Stendhal: Vörös és fekete (Fouqué) – Madách Kamara
- Voskovec – Werich: A Nehéz Barbara (Krisztián van Bergen) – Madách Színház
- Müller – Tolcsvay – Müller: Isten pénze (Bob Cratchit) – Madách Színház
- Ronald Harwood: A karmester (Helmut Rode) – Madách Kamara
- Stein – Bock – Harnick: Hegedűs a háztetőn (Tevje) – Madách Színház
- Sondheim: Egy nyári éj mosolya (Fredrik Egerman) – Madách Színház
- Herman Wouk: Zendülés a Caine hajón (Barney Greenwald) – Madách Kamara
- Elice – Rees: Kettős játszma (Duncan Mcfee) – Madách Kamara
- Arthur Miller: Alku (Walter Franz) – Madách Kamara
- Kocsák – Miklós – Tolsztoj: Anna Karenina (Karenin) – Madách Színház
- Elton – Webber – Bródy: Volt egyszer egy csapat (O’Donell atya) – Madách Színház
- T. S. Eliot: Koktél hatkor (Edward Chamberlayne) – Madách Stúdió
- Neil Simon: Pletyka (Ernie Cusack) – Madách Színház
- Disney-Cameron Mackintosh: Mary Poppins (George Banks) – Madách Színház
- Emberszag (közreműködő) – Madách Színház

### Kecskeméti Katona József Színház
- Csehov: Három nővér (Kuligin)
- Székely János: Caligula helytartója (Barakiás)
- Tormay Cécile: A régi ház (János Hubert)

- Tolcsvay–Müller–Bródy: Doctor Herz (Mezzabotta)
- Shakespeare: A vihar (Stephano)
- Heltai Jenő: Naftalin (Csapláros Károly)
- Peter Buckmann: Most mindenki együtt! (Mathew)
- Weöres Sándor: Kétfejű fenevad (Ibrahim, kádi)
- Zerkovitz–Szilágyi: Csókos asszony (Báró Tarpataky)
- Barta Lajos: Szerelem (Szalay)
- Müller–Tolcsvay–Müller: Isten pénze (Scrooge)
- Réczei Tamás: Katona József, avagy légy a pókok között fickándozik (Gábor Miklós)
- Friedrich Schiller: Ármány és szerelem (Miller)
- Michael Frayn: Függöny fel (Selsdon Mardel)
- Arthur Miller: Az ügynök halála (Charley)
- Szente–Galambos–Juhász: A beszélő köntös (Lestyák Mátyás szabómester)
- Szörényi–Bródy–Sarkadi–Ivánka: Kőműves Kelemen (Vándor)
- Shakespeare: Othello, a néger mór (Brabantio)
- Agatha Christie:...és már senki sem! (Dr. Edward Armstrong)
- Andrew Bergman: Társasjáték New Yorkban (Maurice)
- Móricz Zs. - Kocsák T. - Miklós T.: Légy jó mindhalálig (Pósalaky úr)
- Agatha Christie: Pókháló (Sir Rowland Delahaye)
- Thornton Wilder: A mi kis városunk (Mr. Gibbs)

### Egyéb
- Déry Tibor: Az óriáscsecsemő (Óriáscsecsemő) – Szegedi Egyetemi Színpad
- García Lorca: A csodálatos Vargáné (Varga) – Ódry Színpad, Egervári esték
- Kander – Ebb – Masteroff: Kabaré (Schultz úr) – Ódry Színpad
- Füst Milán: A lázadó (Sándor) – Ódry Színpad
- A. A. Milne: Micimackó (Füles) – Reflektor Színpad
- Molière: A mizantróp (Alceste) – Ódry Színpad
- Nyikolaj Erdman: A mandátum (Sirokin Ivan Ivanovics) – Ódry Színpad
- Turczi István: Könyörgöm, szeress! (Robert) – Domino Színpad
- Barry Kyle: Zúzódás – Budapesti Kamaraszínház
- Christopher Marlowe: II. Edward – Budapesti Kamaraszínház
- Cohan – Marton: A Broadway harangja (George M. Cohan) – Komédium Színház
- Kocsák – Miklós – Tábori: Utazás (Cotteril) – Bakáts tér
- Guelmino – Mácsai: Mi újság, múlt század? – Örkény Színház
- Howard Barker: Jelenetek egy kivégzésből (Suffici) – Örkény Színház
- William Nicholson: Árnyország (Lewis)
- Carlo Goldoni: Komédiaszínház (Petronio) – Örkény Színház
- Wendy Kesselmann: Anna Frank naplója (Otto Frank) – Budapesti Kamaraszínház
- William Shakespeare: A hárpia megzabolázása (Gremio, szabó, Vincentio) – Örkény Színház
- Karinthy Ferenc: Leánykereskedő (Straub) – Karinthy Színház
- Müller–Tolcsvay–Müller: Isten pénze (Scrooge) – Győri Nemzeti Színház
- Wassermann–Leight: La Mancha lovagja (címszerep) – Szolnoki Szigligeti Színház
- Karnauhova–Brauszevics: Mese a tűzpiros virágról (Apa) – Pinceszínház
- Szomory Dezső: Takáts Alice (Tardy-Koós Géza) – Budapesti Kamaraszínház
- Paul Portner: Hajmeresztő (Victor Rossetti) – Turay Ida Színház
- Mark St. Germain: Istenek tanácsa (Dr. Jack Klee) – Rózsavölgyi Szalon
- Joe Orton: Szajré (Mc Leavy) – Karinthy Színház
- Böhm–Korcsmáros–Horváth–Dés: Valahol Európában (Simon Péter) – Bartók Kamaraszínház Dunaújváros

## Filmszerepei

### Játékfilmek
| - Vörös rekviem (1975) - Fekete gyémántok I–II. (1976) - Pókfoci (1976) - Teketória (1976) - A néma dosszié (1977) - Aki szeretni gyáva (1977) - Apám néhány boldog éve (1977) - Kísértés (1977) - Angi Vera (1978) - Dóra jelenti (1978) - Mese habbal (1978) - Bizalom (1979) - Fogadó az örök világossághoz (1980) - Megy a gyűrű (1980) - A svéd, akinek nyoma veszett (1980) - Anna (1981) - Pesti emberek (1981) - A holtak nem beszélnek (1984) | - Laura (1986) - A varázsló álma (1987) - A sánta dervis (1987) - Küldetés Evianba (1987) - Napló szerelmeimnek (1987) - Az új földesúr (1988) - Gaudiopolis (1989) - Az utolsó nyáron (1990) - A párduc és a gödölye (1994) - Állatkerti mesék (1994) - Esti Kornél csodálatos utazása (1994) - A rossz orvos (1995) - Sztracsatella (1995) - Rózsadomb (2003) - Sorstalanság (2005) - Made in Hungaria (2009) - Polygamy (2009) - Az almafa virága (2023) |

### Tévéfilmek
| - Gonosztevők (1974) - Magyar tájak (1974–1991) sorozat (Narrátor) - Ciklámen (1975) - Napló (1975) - A lőcsei fehér asszony (1976) - Naftalin (1977) - Viszontlátásra, drága (1977) - Fogságom naplója (1977) - Baleset (1978) - Küszöbök 1–6. (1979) - Petőfi 1–6. (1980) - Szerencsétlen flótás (1980) - Megtörtént bűnügyek (1980) sorozat A holtak nem beszélnek című része - Lenkey tábornok (1981) - Mikkamakka, gyere haza (1981) - Liftrapszódia (1981) - Faustus doktor boldogságos pokoljárása (1982–, tévésorozat) - Egymilliárd évvel a világvége előtt (1982) - Mathiász panzió (1982) - Buborékok (1983) - Papucshős (1983) - Mint oldott kéve 1–6. (1983) | - Kémeri 1–5. (1985) - Lenkey tábornok (1985) - II. József (1986) - Linda (1986) - Tizenötezer pengő jutalom (1986) - Eklézsia megkövetés (1987) - A varázsló álma (1987) - A miniszter (1988) - Fűszer és csemege (1988) - A Freytág testvérek (1989) - Eszmélet (1989) - Holnapra a világ (1990) - Esküdtszéki tárgyalás (1991) - Família Kft. (1992) - Kisváros (1994) - A szavak is elhalnak egyszer (1996) - A gyanú (2003) - Tűzvonalban (2008) - Hacktion (2011–2012) - Janus (2015) - Emberszag (2022) |

## Hangjátékok
- Illyés Gyula: Beatrice apródjai (1978)
- Déry Tibor: Képzelt riport egy amerikai popfesztiválról (1979)
- Ion Druce: A Föld és a Nap nevében (1979)
- Zygmunt Kraszinski: Istentelen színjáték (1979)
- Szabó Magda: Születésnap (1980)
- Iván Pál: "Óh! Szabadság, hadd nézzünk szemedbe!" (1981)
- Mikszáth Kálmán: Akli Miklós (1982)
- ÚTON - Hatvan év hétköznapjai a művészet és az újságírás tükrében (1982)
- Bor Ambrus: A háttér (1983)
- Irina Liebmann: Kilenc történet Ronaldról (1983)
- Kopányi György: Hazalátogató (1983)
- Dino Buzzati: A nagy képmás (1984)
- Rejtő Jenő és Vágó Péter: P. Howard visszatér és Piszkos Fred vele tart (1984)
- Békés Pál: Körborz (1985)
- Gozsdu Elek: A félisten (1985)
- Mikszáth Kálmán: Beszterce ostroma (1985)
- Anna Seghers: Jeanne d'Arc pöre Rouenban 1431-ben (1988)
- Ruitner Sándor: Lacrimosa (1991)
- Herczeg Ferenc: Az élet kapuja (1994)
- Nagy Ignác: A vendégszerep (1994)
- Kovács András Ferenc: Erős várunk nekünk a Kufstein (1995)
- Tandori Dezső: K.u. Confusionarius (1996)
- Henrik Ibsen: A nép ellensége (1998)
- Házasság hármasban (1999)
- Rádiószínház – Szerb Antal leveleiből (2001)
- Hasek, Jaroslav: A szerencsétlen rendőrfőnök (2014)
- Tasso Marchini és Dsida Jenő – Szőcs Géza esszéregényéből (2014)
- Örkény István: Rózsakiállítás (2014)
- Karinthy Márton: A vihar kapuja (2016)

## Önálló estek, egyéb műsorok
- Olvasólámpa zenével
- Ember a fa tetején
- Szikrák jégkockákkal
- Párizs az én Bakonyom
- Ki hozta ezt az időt?
- Párizsi eső
- Szavakat fúvok
- Szeretsz engem?
- Dúdolva ballagok
- Mesék a súgólyukból
- Odesszai kocsmadalok
- Füveskönyvek

## Díjai, elismerései
- Jászai Mari-díj (1985)
- Greguss Zoltán-díj (1989)
- MSZOSZ-díj (1992)
- Érdemes művész (1997)
- EMeRTon-díj – Az év musicalénekese (1998)
- Mensáros László-díj (2000)
- Kazinczy-díj (2010)
- Bilicsi-díj (2010)
- Kiváló művész (2015)
- Mohács díszpolgára[12] (2016)
- Tolnay Klári-díj (2017)
- Legjobb színészpárosnak járó Platina-díj Cserhalmi Györggyel – Los Angeles-i Independent Shorts Awards filmfesztivál (2020)
- Örökös tag a Halhatatlanok Társulatában (2022) [13]